# أحمد مظلوم باشا
أحمد مظلوم باشا (1878 - 1949) كان سياسي وقاضي مصري شغل عدة مناصب رسمية من ضمنها منصب رئيس مجلس النواب في الفترة من 8 ديسمبر 1913 حتى 17 يونية 1914 ومرة أخرى في الفترة من 15 مارس 1924 حتى 24 ديسمبر 1924.

## مسيرته
عين قاضيًا بالمحاكم المصرية، وتدرج في المناصب القضائية حتى أصبح رئيسًا لمحكمة الاسئناف. كما تولى منصب محافظ القناة. ثم تولى منصب وزير العدل في نظارة حسين فخري الأولى (15 يناير 1893-18 يناير 1893)، واستمر في نفس المنصب في وزارة مصطفى رياض الثالثة (19 يناير 1893-15 أبريل 1894) ثم شغل منصب ناظر المالية في نظارة نوبار الثالثة (15 أبريل 1894-12 نوفمبر 1895)، واستمر في نفس المنصب في نظارة مصطفى فهمي الثالثة (12 نوفمبر 1895-11 نوفمبر 1908).وقد اختير مظلوم وزيرًا للأوقاف في وزارة سعد زغلول (28 يناير 1924-24 نوفمبر 1924)، وقد حدث تعديل وزاري في 31 مارس 1924، حيث قام مظلوم باشا بترك الوزارة وتولى رئاسة مجلس النواب وحل مكانه في الوزارة محمد نجيب الغرابلي.